# Kasteel van Navahroedak

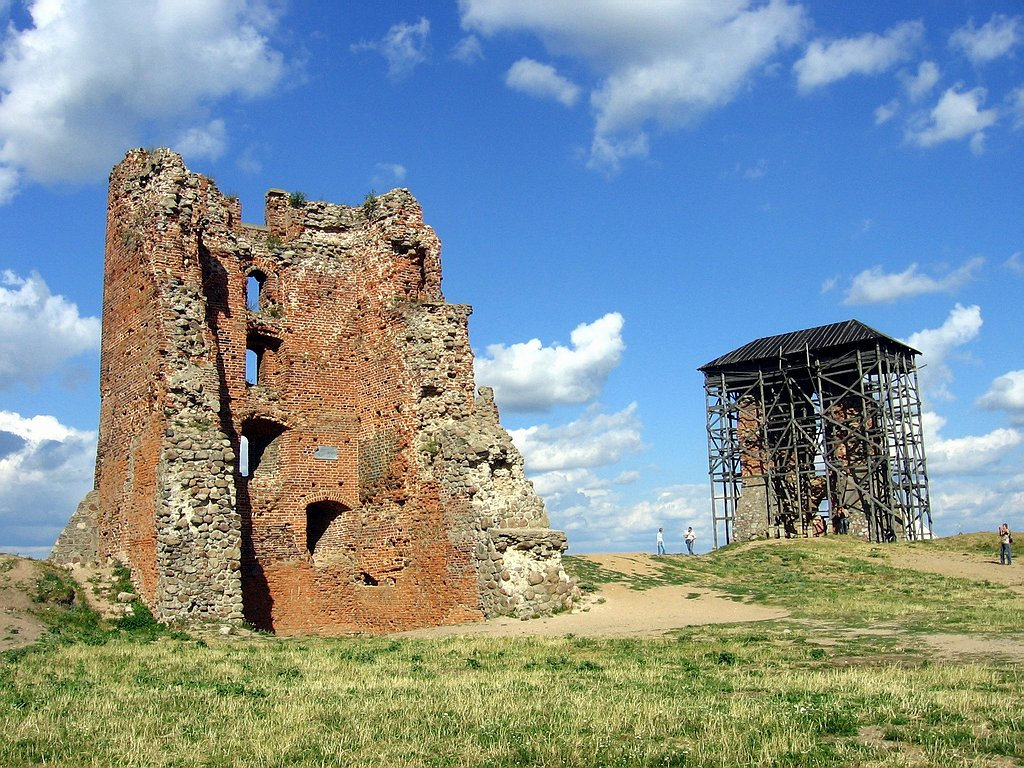
De ruïnes van het kasteel van Navahroedak

Het kasteel van Navahroedak (Wit-Russisch: Навагрудскі замак, Litouws: Naugarduko pilis, Pools: Zamek w Nowogródku) was een kasteel in Wit-Rusland in de gelijknamige plaats en is vervallen tot een ruïne.

## Geschiedenis
Omstreeks 1241-1245 werd Navahroedak veroverd door groothertog Mindaugas. Volgens sommige bronnen werd Mindaugas in het kasteel van Navahroedak gekroond tot koning, maar dit was niet het geval. De locatie van zijn kroning blijft onduidelijk. Daarnaast wordt Navahroedak naast Kernave genoemd als de mogelijke hoofdstad van het rijk van Mindaugas. In 1275-1276 werd het naastgelegen stadje door de Mongolen vernietigd, maar het garnizoen in het kasteel weerstond de aanval.
De Teutoonse Orde probeerde onder leiding van Heinrich von Plötzke het kasteel te veroveren in 1314, maar de aanval was niet succesvol. Tijdens de regering van Vytautas de Grote werden er vier stenen torens aan het kasteel toegevoegd. Het hoofdkasteel van Navahroedak zou in de zeventiende eeuw zeven torens tellen. Tot tweemaal toe zou het kasteel tijdens de Pools-Russische Oorlog (1654-1667) ingenomen worden door de Russen. Ook de Zweden plunderden het kasteel in 1706 tijdens de Grote Noordse Oorlog en hierdoor raakte het kasteel in verval. Pas vanaf 1920 werden er pogingen ondernomen om de ruïnes van het kasteel te beschermen.